# Алёшино (Вязовский сельсовет)
Алёшино — деревня в Тонкинском районе Нижегородской области. Входит в состав Вязовского сельсовета.

## География
Деревня находится на расстоянии примерно 15 км (по прямой) к северо-востоку от посёлка Тонкино, административного центра района.

## История
В 1965 году в состав деревни включен Агафоновский выселок.

## Население
| 2002 | 2010 |
| ---- | ---- |
| 4    | ↘0   |

### Национальный состав
Согласно результатам переписи 2002 года, в национальной структуре населения русские составляли 100 % из 4 чел.